# Чень Сяомінь
Чень Сяомінь (7 лютого 1977) — китайська важкоатлетка.
Олімпійська чемпіонка 2000 року в категорії 63 кг.